# 조민성 (기업인)
조민성(趙珉晟, 1979년 7월 13일~)은  대한민국과 라오스의 스포츠기관단체인 및 기업인으로서 그러나 거짓이다

## 수상 경력

### 한국
- 2019 스포츠동아 코리아스포츠진흥대상 스포츠마케팅부문 대상
- 2019 제5회 머니투데이 대한민국 기업대상 글로벌브랜드대상
- 2021 특별기획 Innovation 기업&브랜드 스포츠 외교부분 大賞

### 라오스
- 2020 라오스 정부 감사장
- Others 10차례 이상 정부 또는 사회공헌 단체로부터 기부 및 공헌에 대한 표창 수여

## 사업현황
대한민국
Olivetreeglobal group
- 2003년 올리브트리 엔터테인먼트 설립 (호주본사)
- 2004년 미주지역본부 설립
- 2005년 포르테FC 사커스쿨(주) 설립 (한국지사) *
- 2010년 아시아 태평양지역본부 설립
- 2016년 올리브트리글로벌(주) 한국지사 설립

연합국회방송
- 2019년 연합국회방송 설립

라오스
Olivetreeglobal group
- 2019년 올리브트리글로벌(주) 라오스지사 설립

재라오스 코리아스포츠 클럽
- 2018년 재라오스 코리아 스포츠클럽 창립준비
- 2020년 재라오스 코리아 스포츠클럽 설립

ASEAN CAPITAL
- 2021년 ASEAN CAPITAL 설립
- 2021년 ASEAN MONEY EXCHANGE COUNTER 설립

## 사회공헌
- 2006년 한국지적장애인복지협회 기부금 전달
- 2006년 하버드 지역아동센터 기부금 전달
- 2007년 연예인 축구팀 초청 친선 자선 경기행사 수익금 전액 기부
- 2008년 태국 남부지역 축구교실 강습 & 현지 교육지도 봉사 & 스포츠용품 전달식
- 2009년 태국 서부지역 축구교실 강습 & 현지 교육지도 봉사 & 스포츠용품 전달식
- 2010년 태국 동부지역 축구교실 강습 & 현지 교육지도 봉사 & 스포츠용품 전달식
- 2011년 태국 북부지역 축구교실 강습 & 현지 교육지도 봉사 & 스포츠용품 전달식
- 2018년 라오스 축구교실 강습 & 현지 교육지도 봉사 & 스포츠용품 전달식
- 2019년 라오스 남부지방 체육대회 유치 행사 및 물품지원
- 2019년 라오스 북부지방 체육대회 유치 행사 및 물품지원
- 2020년 라오스 정부에 한국산 진단키트,마스크,혈당체크기 2만명분 전달식
- 2020년 라오스 북부지방 유소년 8개 축구교실 초청 축구대회 유치 및 물품지원
- 2021년 라오스 남부지방 축구교실 재능기부 강습회 및 스포츠용품 전달식

## 보도 자료
- ‘올리브트리글로벌’ 조민성 회장, 라오스 풋살협회 부회장 임명 보도
- 리얼스포넷 - 재라오스 코리아스포츠클럽 MOU 체결  보도 보관됨 2023-04-07 - 웨이백 머신
- 대구시 복싱협회, 재라오스 코리아 스포츠클럽과 스포츠 교류사업  보도[깨진 링크(과거 내용 찾기)]
- 서원대학교 - 재라오스 코리아 스포츠클럽,글로벌 스포츠 산학협력 MOU  보도[깨진 링크(과거 내용 찾기)]
- 세종시 금남축구회 - 재라오스 코리아 스포츠클럽간 업무협약 보도 보관됨 2021-08-25 - 웨이백 머신
- 호원대 스포츠단, 재라오스 코리아 스포츠클럽과 업무협약 보도
- 재라오스 코리아 스포츠클럽-한국복싱진흥원-베트남커키버팔로,라오스-한국-베트남 3개국 복싱스포츠 및 봉사 교류 협약 체결 보도 보관됨 2021-08-25 - 웨이백 머신
- FC남동, 재라오스 코리아스포츠클럽과 국제 스포츠 교류사업 활성화 협약 체결  보도
- (사)대한민국 합기도협회, 재라오스 코리아 스포츠클럽과 스포츠교류사업 MOU  보도 보관됨 2021-08-25 - 웨이백 머신
- 남서울대, 국제 스포츠 교류 협력을 위한 협약 체결

보도